# Perito Moreno

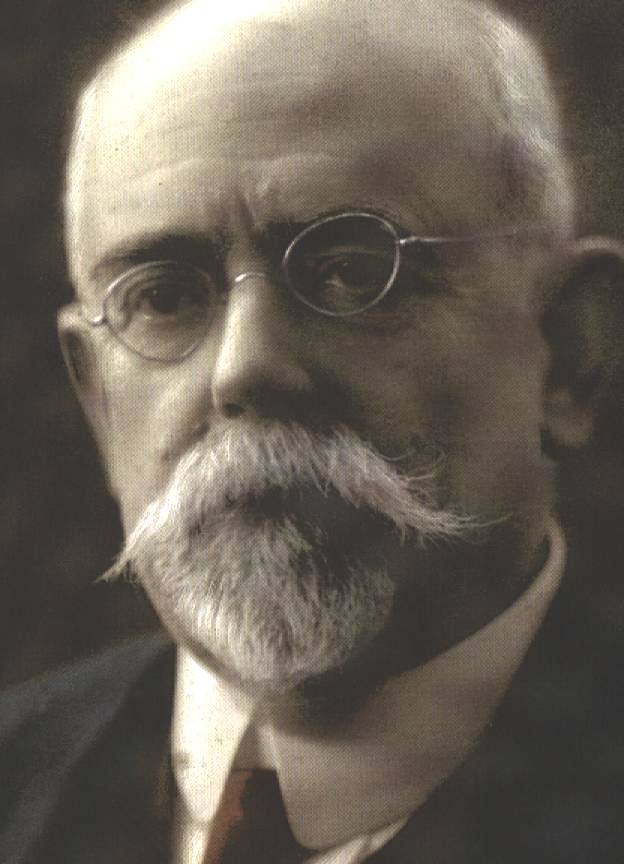
Perito Moreno

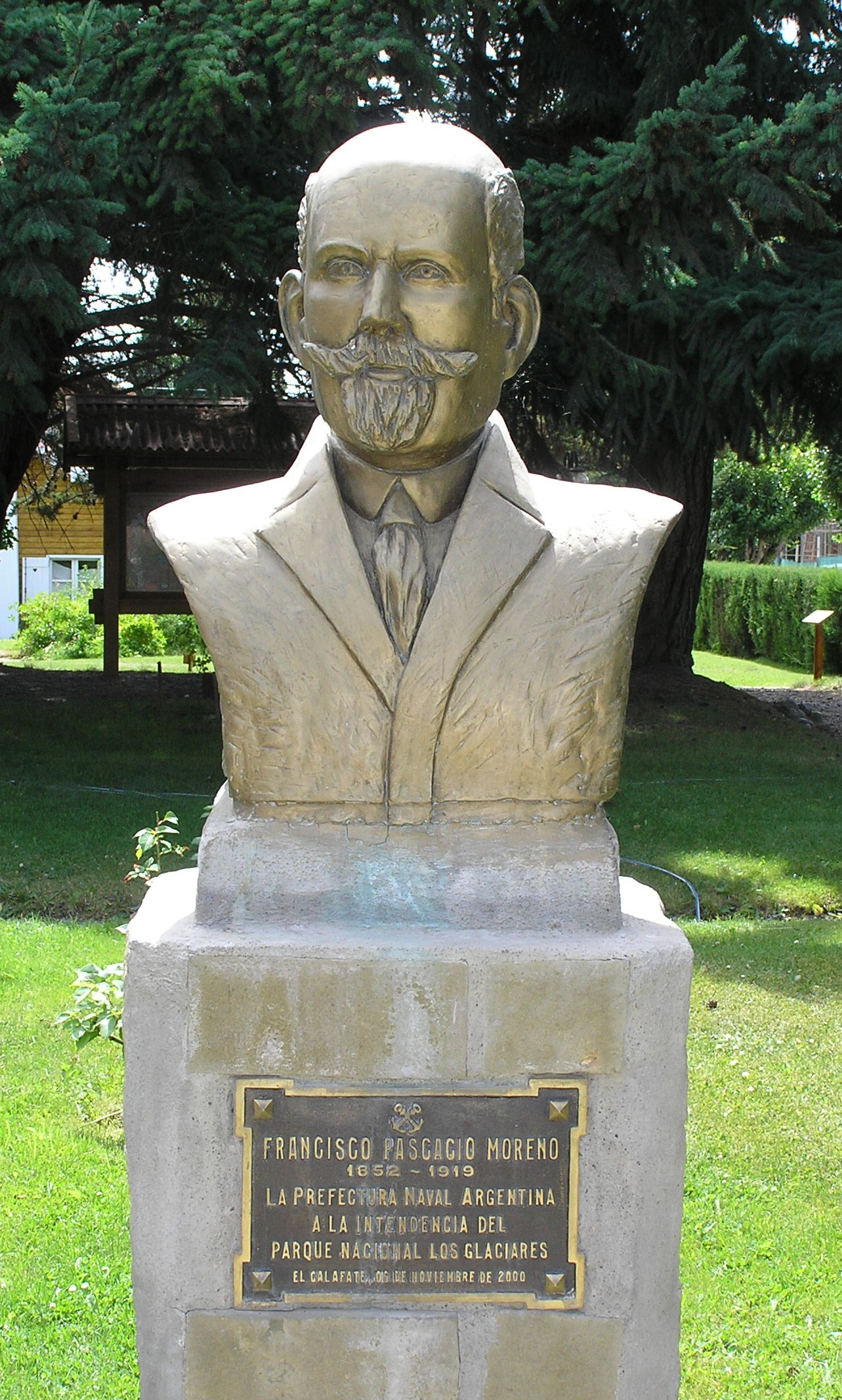
Büste Morenos

Perito Moreno, eigentlich Francisco Pascasio Moreno (* 31. Mai 1852 in Buenos Aires; † 22. November 1919 in Buenos Aires), war ein argentinischer Geograph, Anthropologe und Entdecker. In zahlreichen Expeditionen erforschte er insbesondere Patagonien und dessen Flora und Fauna.

## Leben
1872 war er einer der Mitbegründer der Sociedad Científica Argentina. In der 1882 neugegründeten Hauptstadt La Plata der Provinz Buenos Aires wurde er 1885 erster Direktor des La-Plata-Museums. 
„Perito“ heißt im Spanischen „Sachverständiger“, eine Amtsbezeichnung, die er 1902 mit dem Titel Perito de la Comisión de Limites während der Grenzvermessung von Chile und Argentinien erhielt. Die Festlegung des Grenzverlaufs zwischen Argentinien und Chile in den Anden erfolgte unter britischer Vermittlung. Dazu war Moreno mit unterschiedlichen Begleitern im Einsatz, so mit Emilio Frey, Clemente Onelli und Santiago Roth sowie dem britischen Schiedsrichter Sir Thomas Holdich. Durch die auf seinen Expeditionen gewonnenen Sach- und Ortskenntnis konnte Moreno die Grenzziehung maßgeblich im Sinne Argentiniens beeinflussen. Beispielsweise konnte er nachweisen, dass verschiedene Gletscherseen, insbesondere der Lago Lácar, trotz Abflüsse in den Pazifik zum Einzugsgebiet des Atlantiks (und damit gemäß dem Grenzvertrag von 1881 zu Argentinien) gehören, da ihre natürlichen Abflüsse lediglich durch Moränen blockiert sind.
Moreno war auch politisch tätig. 1910 wurde er nationaler Parlamentsabgeordneter und 1912 Vizepräsident des nationalen Erziehungsrates. Moreno gründete im südlichen Teil von Buenos Aires eine Schule für Kinder aus armen Familien, welche später mit Hilfe des schweizerischen Einwanderers Felix Bernasconi und dem argentinischen Staat zum Bernasconi Institut ausgebaut wurde, der nach 1929 größten Schule von Buenos Aires. 
Moreno engagierte sich als Mitbegründer der Pfadfinderbewegung in Argentinien und wurde 1912 Präsident deren nationalen Organisation.
Seine letzte Reise nach Patagonien unternahm er 1912 als Begleiter des US-amerikanischen Ex-Präsidenten Theodore Roosevelt.

## Ehrungen
Nach ihm benannt sind (alle in Patagonien):
- eine Kleinstadt, siehe Perito Moreno (Stadt)
- ein Nationalpark, siehe Perito Moreno (Nationalpark)
- ein Gletscher im Nationalpark Los Glaciares, eine Haupttouristenattraktion in Argentinien, siehe Perito-Moreno-Gletscher

Darüber hinaus ist er in der Antarktis Namensgeber für den Moreno Rock und den Point Moreno.